# Coppa del mondo di ciclocross 2003-2004
La Coppa del mondo di ciclocross 2003-2004, undicesima edizione della competizione, si svolse tra il 26 ottobre 2003 ed il 15 febbraio 2004. I titoli andarono a Richard Groenendaal e Hanka Kupfernagel.

## Uomini élite

### Risultati
| N. | Data        | Città        | Prova                   | Vincitore           | Leader della Cl. mondiale |
| -- | ----------- | ------------ | ----------------------- | ------------------- | ------------------------- |
| 1  | 26 ottobre  | Torino       | Ciclocross di Torino    | Sven Nys            | Sven Nys                  |
| 2  | 16 novembre | Sankt Wendel | Cyclocross Sankt Wendel | Sven Nys            | Sven Nys                  |
| 3  | 7 dicembre  | Wetzikon     | Radquer Wetzikon        | Sven Nys            | Sven Nys                  |
| 4  | 28 dicembre | Koksijde     | Duinencross             | Ben Berden          | Sven Nys                  |
| 5  | 18 gennaio  | Nommay       | Cyclo-cross de Nommay   | Bart Wellens        | Sven Nys                  |
| 6  | 15 febbraio | Pijnacker    | Veldrit Pijnacker       | Richard Groenendaal | Richard Groenendaal       |

### Classifica generale
| Pos. | Corridore           | Punti |
| ---- | ------------------- | ----- |
| 1    | Richard Groenendaal | 310   |
| 2    | Sven Nys            | 299   |
| 3    | Bart Wellens        | 280   |
| 4    | Ben Berden          | 240   |
| 5    | Tom Vannoppen       | 238   |
| 6    | Erwin Vervecken     | 229   |
| 7    | Francis Mourey      | 190   |
| 8    | Sven Vanthourenhout | 189   |
| 9    | Christian Heule     | 179   |
| 10   | John Gadret         | 169   |

## Donne élite

### Risultati
| N. | Data        | Città        | Prova                   | Vincitrice           | Leader della Cl. mondiale |
| -- | ----------- | ------------ | ----------------------- | -------------------- | ------------------------- |
| 1  | 26 ottobre  | Torino       | Ciclocross di Torino    | Daphny van den Brand | Daphny van den Brand      |
| 2  | 16 novembre | Sankt Wendel | Cyclocross Sankt Wendel | Hanka Kupfernagel    | Hanka Kupfernagel         |
| 3  | 7 dicembre  | Wetzikon     | Radquer Wetzikon        | Hanka Kupfernagel    | Hanka Kupfernagel         |
| 4  | 28 dicembre | Koksijde     | Duinencross             | Hanka Kupfernagel    | Hanka Kupfernagel         |
| 5  | 18 gennaio  | Nommay       | Cyclo-cross de Nommay   | Hanka Kupfernagel    | Hanka Kupfernagel         |
| 6  | 15 febbraio | Pijnacker    | Veldrit Pijnacker       | Marianne Vos         | Hanka Kupfernagel         |

### Classifica generale
| Pos. | Corridore              | Punti |
| ---- | ---------------------- | ----- |
| 1    | Hanka Kupfernagel      | 390   |
| 2    | Marianne Vos           | 292   |
| 3    | Maryline Salvetat      | 286   |
| 4    | Reza Hormes-Ravenstijn | 241   |
| 5    | Daphny van den Brand   | 235   |